# 皮盧鄉 (阿拉德縣)
46°34′N 21°21′E / 46.567°N 21.350°E
皮盧鄉（羅馬尼亞語：Comuna Pilu, Arad），是羅馬尼亞的鄉份，位於該國西部，由阿拉德縣負責管轄，面積72平方公里，海拔高度89米，2011年人口2,060，人口密度每平方公里28人。